# 颞横回
颞横回（英語：Transverse temporal gyrus）是大脑外侧沟内初级听觉皮层的脑回，是颞叶的一部分，位于布罗德曼系统第41、42分区。颞横回又被称为黑索氏回（Heschl's gyrus），以纪念奥地利解剖学家理查德·L·黑索。

## 结构
颞横回是颞叶的一部分，位于颞平面（负责语言生成）之上，但与之相隔。颞横回实际上是一组脑回，在左右大脑半球中数量不一。
与其它颞叶脑回不同的是，颞横回是内外走向（朝向脑部中心），而其它脑回是前后走向（见右图2）。

## 功能
颞横回是最先处理听觉信息的大脑皮层结构，属于初级听觉皮层。

## 图像

颞横回3D图示